# 龍昌寺 (中野区)
龍昌寺（りゅうしょうじ）は、東京都中野区にある曹洞宗の寺院。

## 概要
1559年（永禄2年）、瑞翁俊鷲によって開山された。元々は四谷塩町（現・東京都新宿区四谷本塩町一帯）に位置していたが、1907年（明治40年）に現在地に移転した。
境内には、稲荷社・鐘突堂・地蔵尊などがある。

## 交通アクセス
- 都営地下鉄大江戸線東中野駅A3出口より徒歩7分（経路案内）。
- 落合駅1番出口より徒歩8分（経路案内）。
- JR東日本東中野駅西口より徒歩9分（経路案内）。

- 中野駅・新宿駅西口よりバス(関東バス　宿08系統)「白桜小学校入口」下車